# 女心 (ヨーゼフ・シュトラウスの曲)
『女心』（おんなごころ、ドイツ語: Frauenherz）作品166は、ヨーゼフ・シュトラウスが作曲したポルカ・マズルカ。

## 楽曲解説

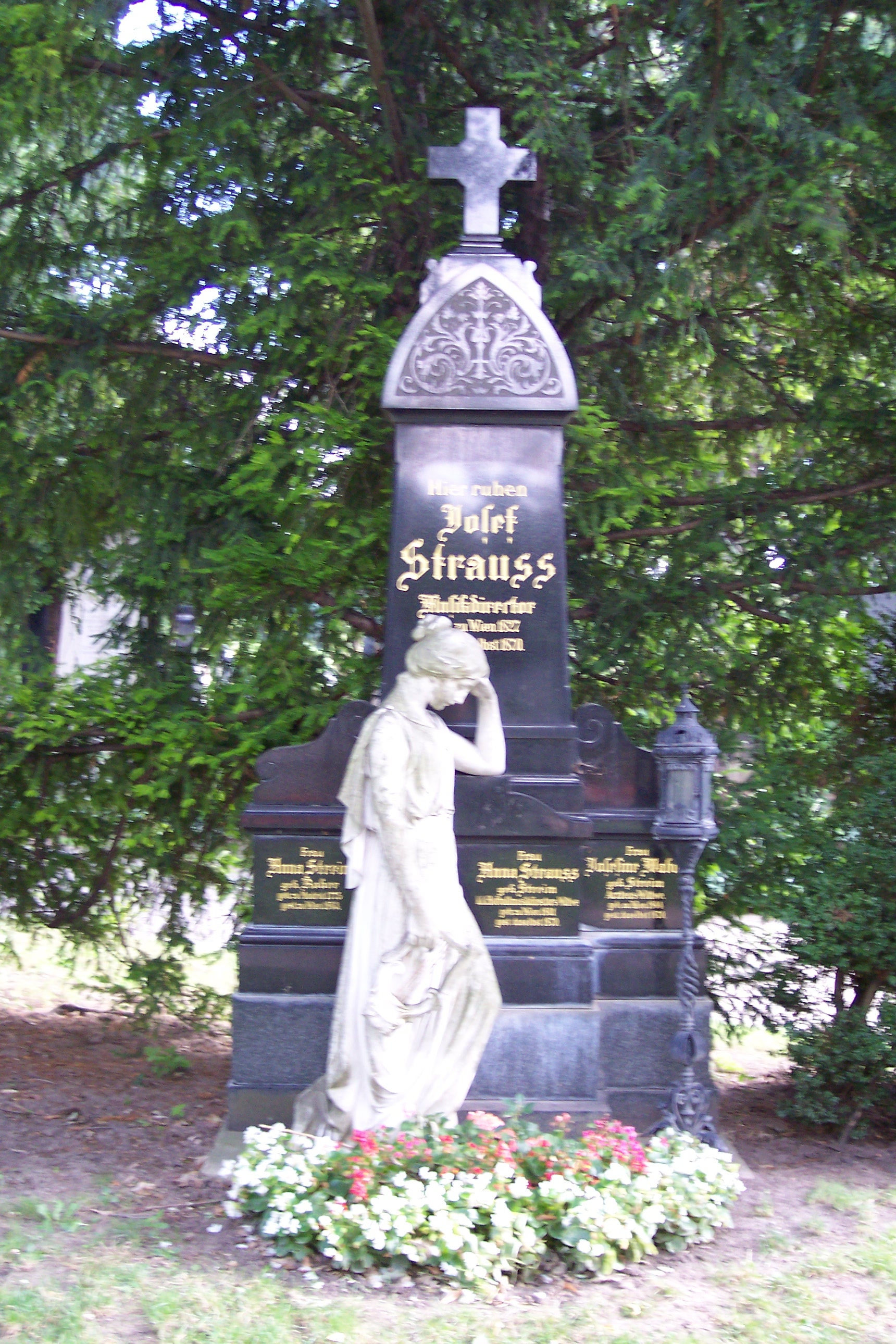
作曲者の墓。彼の最愛の妻カロリーネもここに眠っている

1864年9月6日、フォルクスガルテンにおいて、ワルツ『オーストリアの村つばめ』（作品164）とともに初演された。曲名が具体的に何を示しているかは不明。ヨーゼフ・シュトラウスは愛する妻カロリーネのためにこの曲を書いたのだ、ともいわれるが、ワルツ『オーストリアの村つばめ』がアウグスト・ジルバーシュタインの小説の名前を借りているように、小説『オーストリアの村つばめ』のヒロインの心情を示しているのだろうか、と推察する声もある。
洗練された優美なリズムを持つポルカ・マズルカで、増田芳雄は「踊りのためでなく、むしろ”詩”のような曲」と評している。同時に初演されたこの『女心』と『オーストリアの村つばめ』はともにヨーゼフの代表作として知られるようになり、作曲者が急逝してから3か月後に催された追悼式（1870年10月18日）の際にも、兄であるヨハン・シュトラウス2世の指揮のもとで揃って演奏されている。

## 構成
冒頭部（Eingang）、主部（Polka-Mazur）、中間部（Trio）、終結部（Schluss）からなる。

冒頭部A

中間部